# Museo Yancuic

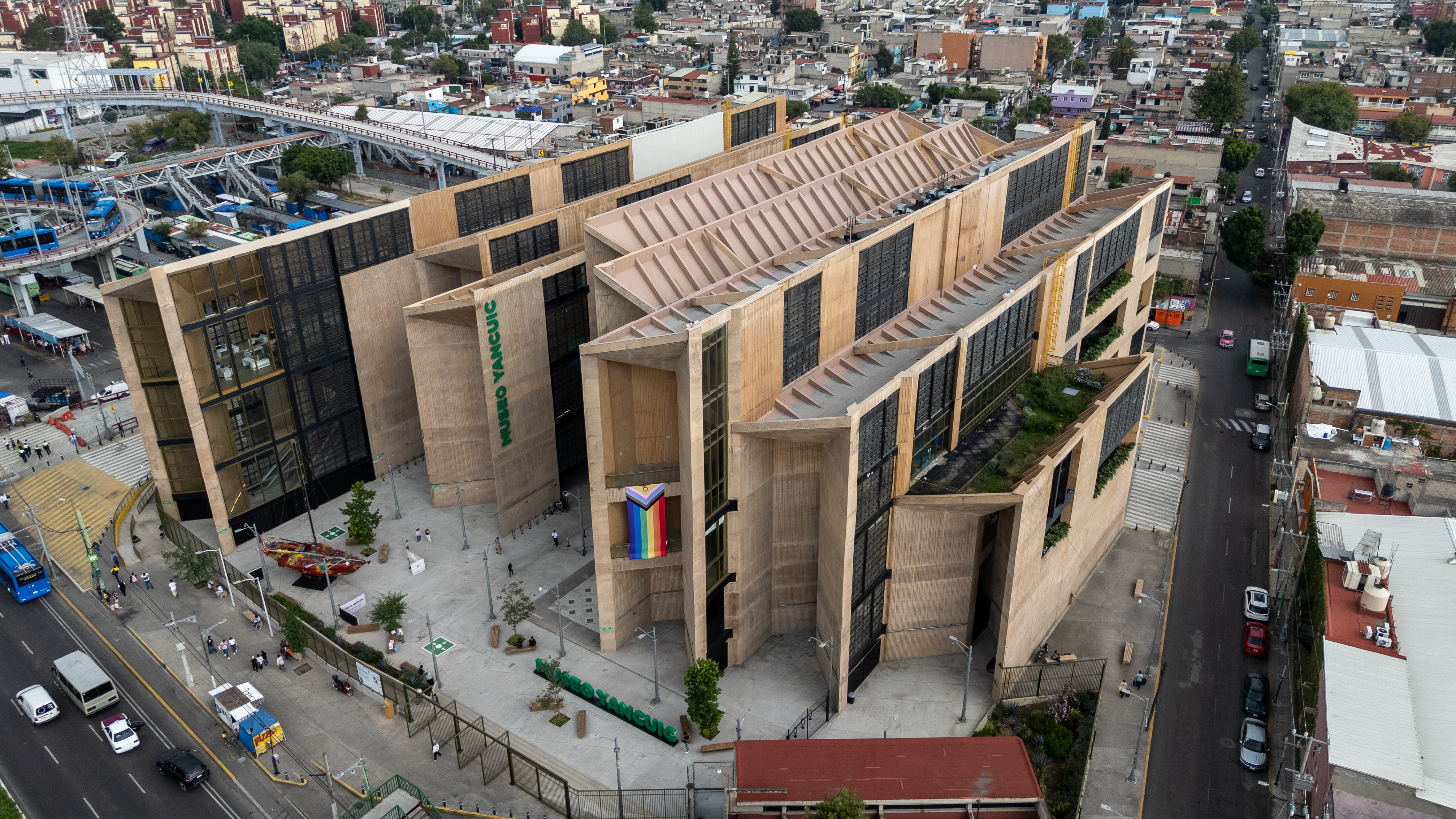
Vista aérea del museo.

El Museo Yancuic es un recinto público, ubicado en la alcaldía Iztapalapa, con exposiciones de arte, ciencia y tecnología dirigidas a público infantil y juvenil en el que se abarcan temas como biodiversidad mexicana, desarrollo sustentable y lucha contra el cambio climático, así como la resiliencia ambiental y la cosmovisión.
Su nombre significa «nuevo» en náhuatl. El museo promueve la descentralización cultural beneficiando a la población de las comunidades locales.
Inaugurado el 24 de febrero de 2024, para diciembre del mismo año recibió a más de 214 mil visitantes y realizó 140 actividades culturales.

## Áreas
Tiene cuatro salas de exposiciones: Diálogo y Acción, Ecosistemas y Biodiversidad, Crisis y Resiliencia, y Sistema Solar y Cosmovisión, un salón de usos múltiples, el foro Katya Echazarreta equipado para cine, artes escénicas y conferencias, la librería del Fondo de Cultura Económica Julieta Fierro, el Pabellón Arrecife, dos estaciones educativas de exhibición, la sala de usos múltiples Helia Bravo, así como espacios para talleres.
En el museo se encuentra el Taller de Arte Urbano y Arquitectura de la Ciudad de México, cuenta con una cabina de radio, una ciberescuela, además de ser Punto de Innovación, Libertad, Arte, Educación y Saberes Yancuic.

## Inmueble
El proyecto arquitectónico estuvo a cargo del equipo integrado por Carlos Rodríguez Bernal, Laura Sánchez Penichet, Mara Gabriela Partida Muñoz y Héctor Mendoza Ramírez, con un diseño basado en un concepto abierto e inclusivo
...la plaza se extiende hacia el interior del museo, de manera que el acceso es a través de un límite difuso, un bosque de muros-columnas que introducen el vestíbulo público al interior del recinto.
En diciembre de 2024 recibió la medalla de oro en la XVIII Bienal de Arquitectura Mexicana por la Federación de Colegios de Arquitectos de la República Mexicana en la categoría de Cultura, Museos y Teatros.